# In Which Sam Receives an Unexpected Visitor
In Which Sam Receives an Unexpected Visitor é o segundo episódio da primeira temporada da série de televisão americana Private Practice, spin-off de Grey's Anatomy. Estreou na Rede ABC nos Estados Unidos em 3 de outubro de 2007.

## Sinopse
Dois casais são envolvidos em uma infeliz troca de bebês e os médicos têm que acharem alguma forma de resolver esse problema. Sam trata de um paciente que pode deixar Naomi chateada. Uma avó chega ao extremo para evitar que seu neto se mate com o consumo excessivo de álcool, mas seu plano dá errado.

## Músicas
- Leave Me Alone – Frank Popp Ensemble
- Same Mistake – James Blunt
- Hope for The Hopeless – A Fine Frenz

## Produção
| Jenna Bans           | Produtor              |
| Betsy Beers          | Produtor executivo    |
| Mark Gordon          | Produtor executivo    |
| Ann Kindberg         | Produtor              |
| Andrea Newman        | Produtor co-executivo |
| Marti Noxon          | Produtor executivo    |
| Michael Ostrowski    | Produtor supervisor   |
| Shonda Rhimes        | Produtor executivo    |
| Lauren Schmidt       | Co-produtor           |
| Mark Tinker          | Produtor executivo    |
| Hans van Doornewaard | Produtor associado    |
| Chris Van Dusen      | Produtor associado    |

## A série
Private Practice é um drama médico que estreou em 26 de setembro de 2007 na Rede ABC. Spin-off de Grey's Anatomy, a série narra a vida da Dra. Addison Montgomery, interpretada por Kate Walsh, quando ela deixa o Seattle Grace Hospital, a fim de participar de um consultório particular em Los Angeles. A série foi criada por Shonda Rhimes, que também serve como produtora executiva ao lado de Betsy Beers, Mark Gordon, Mark Tinker, Jon Cowan e Robert Rovner.